# Stinger (granata)

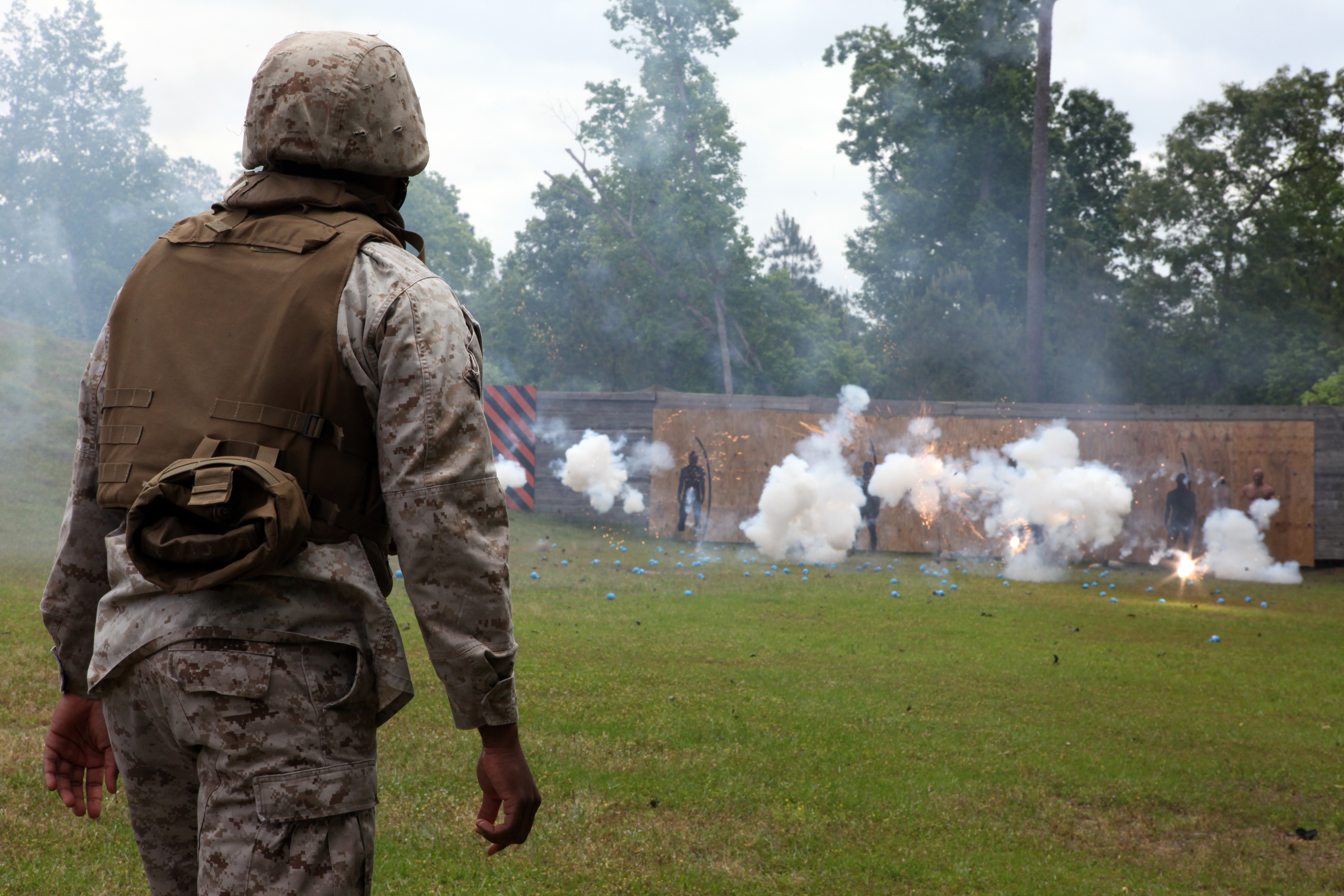
Un soldato della United States Marine Corps in un campo di prova delle granate stinger ad effetto molteplice

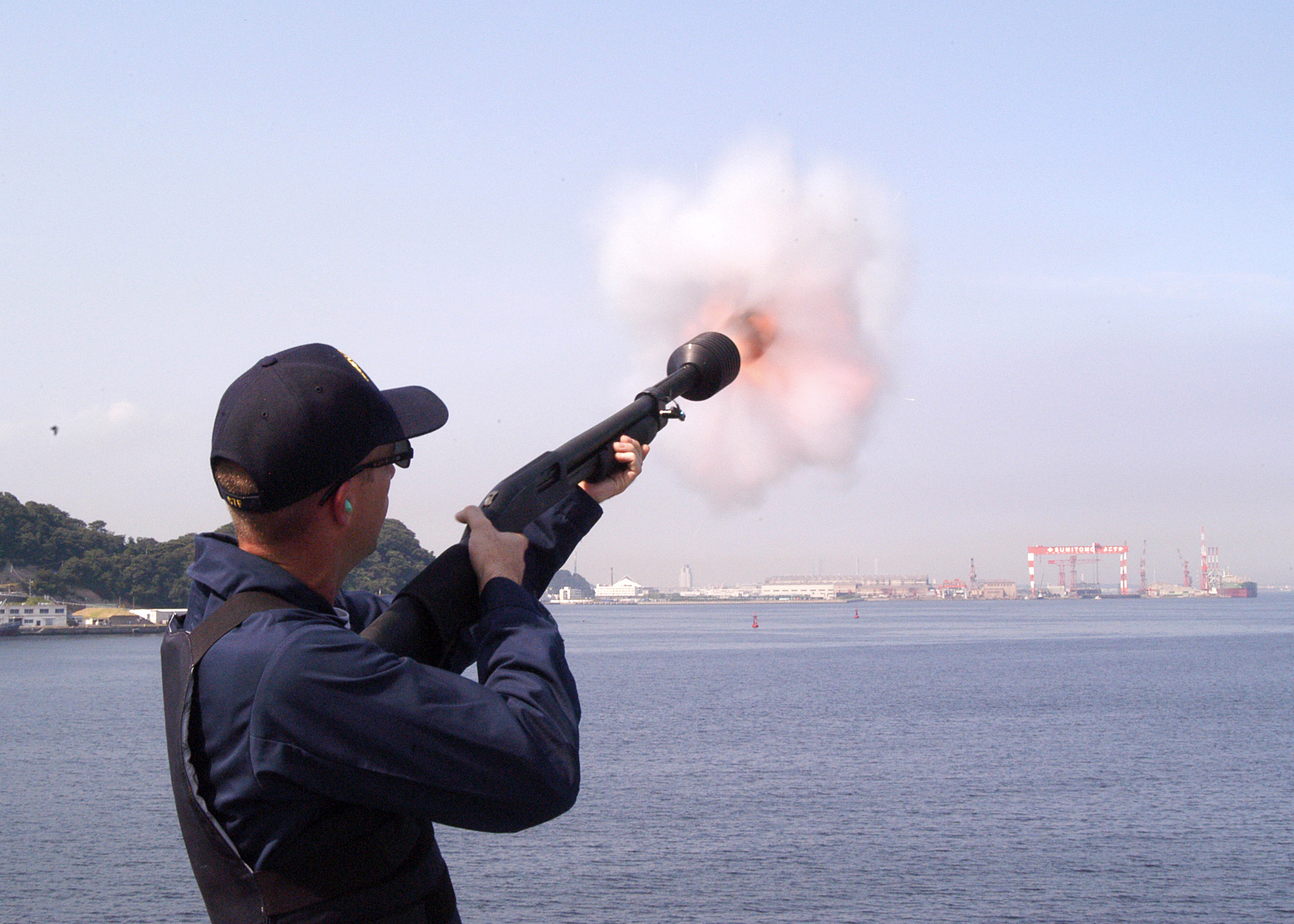
Lancio di una granata da fucile di tipo sting da un AY04 unambiguous warning device, in questo caso ideata per esplodere in aria, agendo da deterrente per navigli in avvicinamento

La granata stinger (o granata sting) è un tipo di granata non-letale.

## Funzionamento
Il funzionamento è molto simile a quello di una qualsiasi granata a frammentazione ma la detonazione porta alla liberazione di una gragnola di pallettoni di gomma dura ad alta velocità. Gli effetti della granata sono un forte dolore e una momentanea perdita del senso dell'orientamento utile per immobilizzare il bersaglio facilmente e in sicurezza. A volte oltre al semplice effetto meccanico, sono aggiunti dei gas lacrimogeni o simili, questo tipo di granate è detto "ad effetto multiplo". Un sistema simile è utilizzato in alcuni fucili a canna liscia caricati con speciali proiettili in gomma morbida non letali che colpendo il bersaglio causano shock e disorientamento.
Il termine tecnico sarebbe "granate sting", ma dato che l'azienda BAE Systems produce una granata di questo tipo con il nome di "Stinger", tutte le granate di questa categoria sono chiamate genericamente "granate stinger". Le granate sting sono non letali, ma possono causare gravi danni, specie a breve distanza.